# Banda sonora de The L Word
O Showtime, criador da série de televisão The L Word, editou cinco álbuns banda sonora da série.

## Season 1 Soundtrack
Season 1 Soundtrack é um álbum banda-sonora da primeira temporada da série, lançado em 2004.

### Faixas
1. The Murmurs - "Genius"
2. Lucinda Williams - "Right In Time"
3. Ella Fitzgerald - "Let's Do It, Let's Fall in Love"
4. Fantcha - "Sol Ja Camba"
5. Joan Armatrading - "The Weakness In Me"
6. Connie Francis - "Everybody's Somebody's Fool"
7. Shelley Campbell - "Drivin' You"
8. The Be Good Tanyas - "In Spite of the Damage"
9. Rufus Wainwright - "Hallelujah"
10. Kinnie Starr - "Alright"
11. Jason Collett - "Blue Sky"
12. Marianne Faithfull - "The Pleasure Song"
13. Joseph Arthur - "In The Sun"
14. Frances Faye - "Frances and Her Friends"

## The L Word Season 2 CD
The L Word Season 2 CD é a segunda compilação de temas de The L Word.

### Faixas
1. Dusty Springfield - "Just a Little Lovin'"
2. The Organ - "Brother"
3. Ladytron - "Playgirl"
4. Martina Topley-Bird - "Llya"
5. Heart - "No Other Love"
6. Grandadbob - "Mmmmnn"
7. Shawn Colvin - "Sunny Came Home"
8. Le Tigre - "On the Verge"
9. Iron & Wine - "Naked As We Came"
10. Dirtmitts - "Get On (DJ Lester Remix)"
11. Betty - "It Girl"
12. Shirley Bassey and awayTEAM - "Where Do I Begin"
13. Jane Siberry - "Love is Everything (Harmony Version)"
14. Pam Grier & Betty - "Some Kind of Wonderful" (Bonus Track)
15. Betty - "The L Word Theme" (Bonus Track)
16. Cece Peniston - "Finally"

## Season 3 Soundtrack
Season 3 Soundtrack é um duplo CD com os temas da terceira temporada de The L Word mais cinco temas tocados pelos artistas em algum dos episódios da temporada.

### Faixas
Disc 1
1. Telepopmuzik - "Don't Look Back"
2. Tegan and Sara - "Love Type Thing" (Live On Show EXCLUSIVE)
3. Tracy Bonham - "Naked" (Live On Show)
4. Jahna - "Flower Duet From Lakme" (Live On Show)
5. D'Angelo - "Feel Like Makin' Love"
6. Nona Hendryx, Pam Grier, Betty - "Transformation" (Live On Show)
7. Cory Lee - "The Naughty Song (Extended)"
8. Catlow - "Kiss The World"
9. Sleater-Kinney - "Jumpers" (Live On Show)
10. Magneta Lane - "The Constant Lover"
11. The Gossip - "Standing In The Way Of Control (Le Tigre Remix)"
12. Betty - "Jesus" (EXCLUSIVE)
13. Shivaree - "I Will Go Quietly"

Disc 2
1. Lorraine Lawson - "The Rules Of The Game"
2. Maria Muldaur - "It Ain't The Meat, It's The Motion"
3. Frazey Ford - "In My Time Of Dying" (EXCLUSIVE)
4. Maggie Moore & Yvette Narlock - "Lady Loves Me" (EXCLUSIVE)
5. Eldorado - "Jaded Julie"
6. TraLaLa - "All Fired Up"
7. Tracy Bonham - "Whether You Fall"
8. Esthero - "I Drive Alone"
9. Tegan and Sara - "So Jealous"
10. Amy Cook - "Million Holes In Heaven"
11. Neko Case & Her Boyfriends - "Porchlight"

## L Tunes: Music from and inspired by The L Word
L Tunes: Music from and inspired by The L Word é uma compilação de canções inpiradas na série e alguns dos seus temas.

### Faixas
1. Kirsten Price - "Magic Tree"
2. Goldfrapp - "Ride A White Horse"
3. Fiona Apple - "Sleep To Dream"
4. Prototypes - "Je Ne Te Connais Pas"
5. Johnny Boy - "15 Minutes"
6. Pink - "Long Way To Happy"
7. Kelis - "Living Proof"
8. Da Brat feat. Cherish - "In Luv Wit Chu"
9. PJ Harvey - "Down By The Water"
10. Nina Simone - "Do I Move You (Version II)"
11. Tori Amos - "A Sorta Fairytale"
12. The Cliks - "Complicated"
13. Peaches - "Boys Wanna Be Her"
14. Betty - "Barnyard"
15. Slipknot - "Blister Exists" (not in the Soundtrack)